# Обергерлафінген
Обергерлафінген (нім. Obergerlafingen) — громада  в Швейцарії в кантоні Золотурн, округ Вассерамт.

## Географія
Громада розташована на відстані близько 26 км на північний схід від Берна, 7 км на південний схід від Золотурна.
Обергерлафінген має площу 1,5 км², з яких на 32% дозволяється будівництво (житлове та будівництво доріг), 48% використовуються в сільськогосподарських цілях, 20% зайнято лісами, 0% не є продуктивними (річки, льодовики або гори).

## Демографія
2019 року в громаді мешкало 1225 осіб (+10,3% порівняно з 2010 роком), іноземців було 10,3%. Густота населення становила 811 осіб/км².
За віковим діапазоном населення розподілялося таким чином: 18,7% — особи молодші 20 років, 61,1% — особи у віці 20—64 років, 20,2% — особи у віці 65 років та старші. Було 540 помешкань (у середньому 2,2 особи в помешканні).
Із загальної кількості 575 працюючих 20 було зайнятих в первинному секторі, 231 — в обробній промисловості, 324 — в галузі послуг.